# Bahnhof Wildwood
Der Bahnhof Wildwood war ein Bahnhof im Fernverkehr und wurde zuletzt von Amtrak betrieben. Er befand sich in Wildwood im Sumter County in Florida.

## Geschichte
Im Jahre 1882 wurde durch die Tropical Florida Railroad, einer Tochtergesellschaft der Florida Railroad, eine Bahnstrecke von Ocala zum späteren Wildwood eröffnet. 1884 wurde von der Leesburg and Indian River Railroad (L&IR) eine Linie nach Tavares erbaut. Die Bahnlinie der Florida Railroad wurde 1886 bis Plant City und 1890 bis Tampa verlängert.
Der Bahnhof selbst wurde 1947 durch die Seaboard Air Line Railroad eröffnet, die den Silver Star auf der Linie von New York über Wildwood nach Saint Petersburg einführte. Bahnhof und Betrieb wurden 1971 von Amtrak übernommen. Von 1994 bis 1995 sowie von 1996 bis 2004 wurde der Silver Star vom Reisezug Palmetto ersetzt, anschließend wurde der Personenverkehr über Wildwood eingestellt. Heute wird der Abschnitt von Jacksonville über Wildwood nach Lakeland durch die Fernbusse von Amtrak Thruway Motorcoach bedient.